# Peter Torkelsson
Peter Torkelsson (latin: Petrus Thyrgilli), född (troligen) i Skänninge, död 18 oktober 1366, var en svensk präst, biskop i Linköping 1342-1351 och ärkebiskop i Uppsala från 1351 och fram till sin död 1366.

## Biografi
Peter Torkelsson föddes (troligen) i Skänninge, Östergötland, och förde ett lejonansikte i sin vapensköld.
Torkelsson hade varit kansler åt kung Magnus Eriksson. Han valdes av domkapitlet i Linköpings stift till biskop och begav sig därefter till Avignon för att få påvens bekräftelse. I katedralen Notre-Dame-des-Doms vigdes han av påve Klemens VI till sitt ämbete som troligen den förste av Linköpings stifts biskopar att vigas av påven.